# Aérodrome de Corvo
Pour les articles homonymes, voir CVU.
L'aérodrome de Corvo (portugais : Aérodromo do Corvo, (code IATA : CVU • code OACI : LPCR) est un aéroport situé dans le village de Vila do Corvo sur l'île de Corvo, dans l'archipel portugais des Açores. Il est détenu par le Gouvernement régional des Açores, mais géré par la SATA Air Açores.

## Histoire

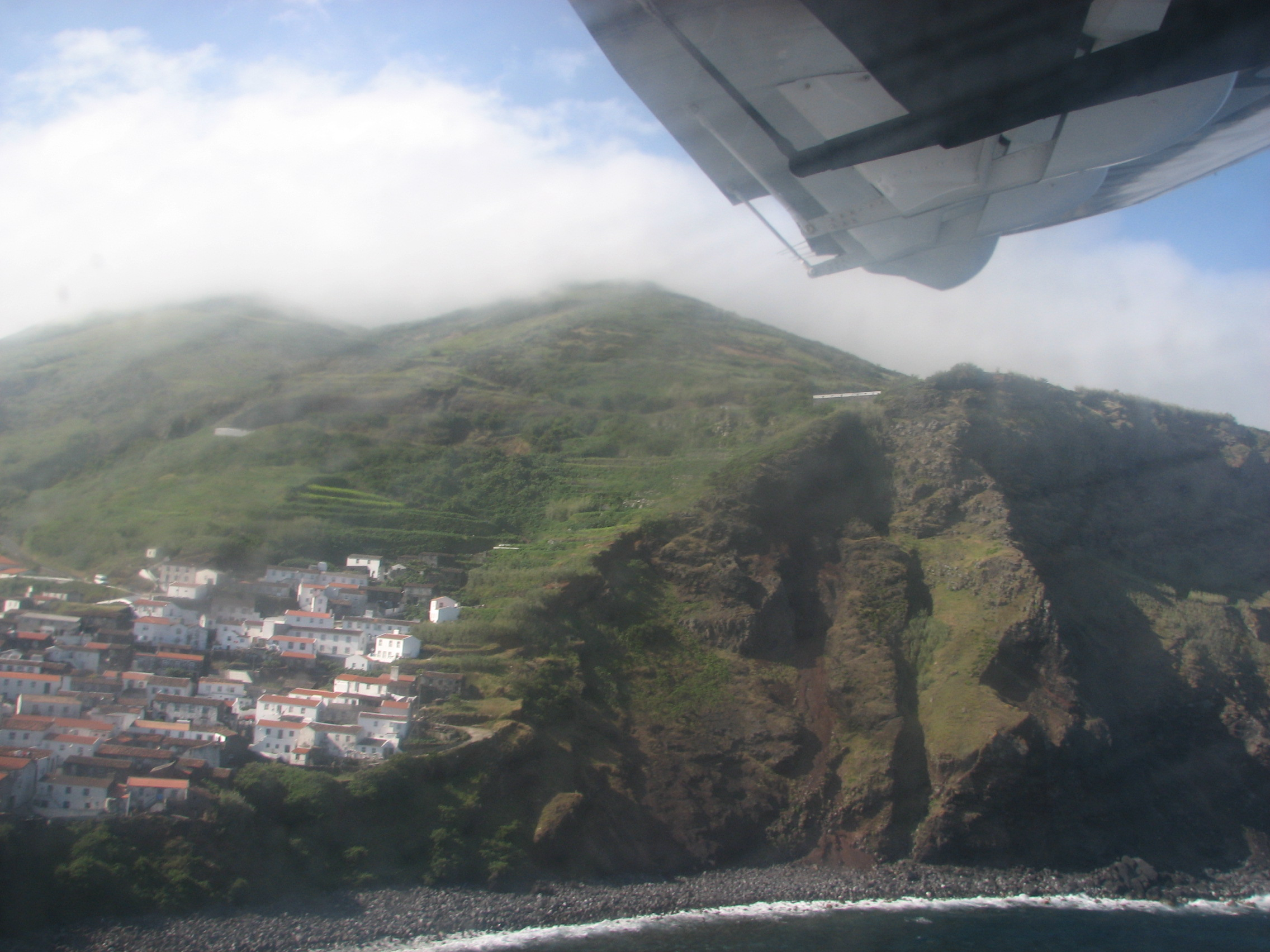
L'aile d'un ancien Dornier Do.228 de SATA Air Açores après le départ de l'aérodrome

Ouvert le 12 janvier 2005, SATA Gestão de Aeródromos (SATA Aérodrome de Gestion) a été créé pour exploiter les petits aéroports sur les îles de Pico, Graciosa, Corvo et São Jorge. Le Gouvernement Régional des Açores, après un appel d'offres public, à condition SATA Aeródromos avec la concession de services publics pour Corvo pour une période de 10 ans, dans un contrat signé le 1er juillet 2005.
En 2009, avec l'ajout de nouvelles De Havilland Dash 8-Q200 pour la flotte de SATA Air Açores, afin de remplacer le Dornier 228, il y avait une augmentation comparable du trafic passagers de l'île (surtout depuis le passage à 37 places à partir de 18 siège de la capacité de l'aéronef). peu importe, l'aéroport ont représenté une augmentation de 1,3 % de la circulation dans l'année, sur une île qui ne représente que 3 % du trafic de passagers traités par SATA Aeródrome. Alors qu'il y avait diminution de la quantité de marchandises transportées dans d'autres aéroports, l'ajout de nouveaux avions causé une augmentation de 45 % du trafic fret de Corvo. C'est aussi l'année que la piste a été repavée pour accueillir les nouveaux appareils à un coût de 190 000 Euros.
Le 3 août 2012, le CDS-PP adjoint Paulo Rosa dénoncent le manque de sécurité dans les Açores, plus petit aérodrome, citant l'a recommandé des mesures prévues par l'IATA après le 11 septembre 2001. Rosa a noté que, onze ans plus tard, ces règles n'ont pas été appliqués dans de nombreux aérodromes de l'archipel des Açores.
SATA, le gestionnaire de l'aéroport, a lancé un concours de rénover et d'étendre l'aérodrome, le 13 août 2013, qui comprend des améliorations à la sécurité, au confort des passagers et les déplacements entre les îles. Une partie de la régionale de Travaux Publics des Plans, le projet a enfin divise les arrivées et les départs de la zone en deux sections individuelles, établit des zones de restriction et de contrôle des accès et installe un détecteur de métal et d'inspection des bagages de la gare.

## Géographie et situation

### Carte des aéroports portugais
| \| 30 km1:2 133 000 \| Faro Lisbonne Porto Nouvel Aéroport de Lisbonne |
| 30 km1:2 133 000                                                       |

| 30 km1:2 133 000 |

| Porto Santo Madère |

| \| 30 km1:1 849 000 \| Ponta Delgada Flores Horta Santa Maria Terceira Pico São Jorge Corvo Graciosa |
| 30 km1:1 849 000                                                                                     |

| 30 km1:1 849 000 |

L'aérodrome est situé sur l'île de Corvo, l'un des deux îles qui se trouvent à l'ouest de la dorsale médio-Atlantique, dans l'archipel des Açores. Mais, situé dans l'extrême nord-ouest de la fin du groupe, il est exposé aux éléments et sensibles à de terribles conditions météorologiques tout au long de l'année, Corvo est le dernier à être assisté par l'anticyclone des Açores, et les premiers à perdre cette protection à la fin de la saison : il est en proie à des tempêtes et à la suite d'anticyclones dont tout au long de l'année, ce qui rend les conditions de vol difficiles.
L'aéroport est situé sur la côte sud de l'île, à moins de 50 m du bord de l'eau, flanquant la limite sud de Vila do Corvo. La piste s'étend le long de l'isthme, de l'ouest de la plage de Praia da Areia pour les affleurements rocheux de Ponta Negra, sur la rive orientale. L'aéroport est entouré à la fois par couvert champs et les bâtiments, y compris le Porto da Casa (port principal).

## Statistiques
Pour des raisons techniques, il est temporairement impossible d'afficher le graphique qui aurait dû être présenté ici.

Voir la requête brute et les sources sur Wikidata.

## Compagnies aériennes et destinations
| Compagnies      | Destinations                             |
| --------------- | ---------------------------------------- |
| SATA Air Açores | Santa Cruz-Flores, Horta, Terceira-Lajes |